# Шарлотта Весселс
Йоганна Шарлотта Вессельс (англ. Johanna Charlotte Wessels; нар. 13 травня 1987, Зволле, Нідерланди) — нідерландська мецо-сопрано-співачка, авторка-виконавиця та прихильниця фемінізму. Найбільше відома у якості фронтледі нідерландського симфо-готик-гурту Delain. Протягом 2006—2021 рр. разом із гуртом випустила шість студійних альбомів. У 2021 році покинула Delain заради сольної кар'єри.

## Життєпис

### Раннє життя
Йоганна Шарлотта Вессель народилася 13 травня 1987 у нідерландському місті Зволле.

## Особисте життя
Шарлотта Весселс є вегетаріанкою.

## Дискографія

### Delain
Альбоми
- Lucidity (2006)
- April Rain (2009)
- We Are the Others (2012)
- The Human Contradiction (2014)
- Moonbathers (2016)
- Apocalypse & Chill (2020)

Концертні альбоми
- A Decade of Delain: Live at Paradiso (2017)

Збірки
- Interlude (2013)

Сингли
- «Frozen» (2007)
- «See Me in Shadow» (2007)
- «The Gathering» (2008)[2]
- «April Rain» (2009)
- «Stay Forever» (2009)
- «Smalltown Boy» (2010)
- «Get the Devil Out of Me» (2012)
- «We Are the Others» (2012)
- «Are You Done With Me» (2013)
- «Stardust» (2014)
- «Suckerpunch» (2016)
- «The Glory and the Scum» (2016)
- «Fire with Fire» (2016)

### Phantasma
- The Deviant Hearts (2015)

Запрошений вокал
- «Embrace the Night» — DaY-már (2006)
- «Serenade of Flames» — Serenity (2010)
- «Please Come Home» — Knight Area (2011)
- «High Enough» — Nemesea (2011)
- «Under Grey Skies» — Kamelot (2015)
- «Beautiful Apocalypse» — Kamelot (2015)
- «Aquarium» — Dark Sarah (2016)
- «Sirens — Of Blood and Water» — Epica (2022)

Сольна кар'єра
2021: Tales from Six Feet Under
2022: Tales from Six Feet Under, Vol. II